# Звёздный каталог Гиппарха
Звёздный каталог Гиппарха представляет собой список минимум из 850 звёзд, который также содержит координаты положения звёзд на небе, основанные на небесной эклиптической широте и долготе. Согласно британскому классику Томасу Хиту, Гиппарх был первым, кто применил такой метод для картирования звёзд, по крайней мере, на Западе. Гиппарху также приписывают создание небесного глобуса, хотя этот объект, как известно, не сохранился. Каталог Гиппарха был утерян, пока его части не были заново открыты в 2022 году в Codex Climaci Rescriptus, древнем палимпсесте, найденном в монастыре Святой Екатерины на горе Синай.

## Новое открытие
В отличие от более позднего звёздного каталога Птолемея, который сохранился в альмагесте и Удобных таблицах, было мало свидетельств существования звёздного каталога Гиппарха. В «Комментариях к феноменам», его единственной сохранившейся работе, обсуждаются более ранние работы по позиционной астрономии Евдокса Книдского и Арата Солийского. Лишь несколько ссылок авторов после Гиппарха содержат звёздные координаты; в основном они встречаются в работах Арата.
Во время мультиспектрального анализа древнегреческого палимпсеста, известного как Codex Climaci Rescriptus, в 2012 году Джейми Клэр, в то время студентка бакалавриата Кембриджского университета, заметила, что подтекст некоторых фолиантов имеет астрономический характер. Листы Кодекса были стёрты к IX или X веку и повторно использовались для написания сирийских переводов текстов Иоанном Лествичником, христианским монахом шестого века. Исследователи полагают, что другие палимпсесты в монастыре Святой Екатерины на горе Синай, где был найден Codex Climaci Rescriptus, могут содержать больше фрагментов звёздного каталога.
В 2021 году Питер Уильямс сделал первое наблюдение существования астрономических измерений. Фолио 47—54 и 64 палимпсеста изначально были частью старого кодекса, который содержал «Феномен Арата» и связанные с ним сочинения, датированные V или VI веком нашей эры на основании палеографических свидетельств.

## Современные ссылки
Гиппарх упоминается в названии и аббревиатуре научного спутника Европейского космического агентства «Hipparcos» (от HIgh Precision PARallax Collecting Satellite). Спутник, запущенный в августе 1989 года, наблюдал за небесной сферой в течение 3,5 лет, прежде чем прекратил работу в марте 1993 года. «Каталог Hipparcos», содержащий 118 218 звёзд с максимальным задокументированным уровнем точности, был создан с использованием расчетов по наблюдениям с помощью основного инструмента.